# James Madison
James Madison (n. 16 martie 1751, Port Conway⁠(d), Comitatul King George, Cele treisprezece colonii, Regatul Marii Britanii – d. 28 iunie 1836, Virginia, SUA) a fost cel de-al patrulea (1809 - 1817) președinte al Statelor Unite ale Americii pentru două mandate succesive, precum George Washington, John Adams și Thomas Jefferson. 
A fost coautor, împreună cu John Jay și Alexander Hamilton, a documentului cunoscut sub numele de Federalist Papers, prima constituție a Statelor Unite, fiind de asemenea considerat "tată al⁠(d) Constituției" Statelor Unite ale Americii și unul din importanții fondatorii ai statului american.

## Biografie

### Anii timpurii
Madison s-a născut în Port Conway,  Virginia în ziua de 16 martie 1751. Părinții săi, colonelul James Madison, Sr. (27 martie 1723 - 27 februarie 1801) și Eleanor Rose "Nellie" Conway (9 ianuarie 1731 - 11 februarie 1829), erau posesorii prosperi ai unei plantații de tutun în Orange County, Virginia, unde viitorul președinte a petrecut majoritatea anilor copilăriei. Plantația familiei Madison funcționa economic bine datorită stră-stră-bunicului patern al lui Madison, de asemenea James Madison, care a știut să folosească extrem de ingenios sistemul de oferire de pământ noilor colonizatori, denumit headright system⁠(d). 

## Căsătoria și familia
Madison a fost căsătorit pentru prima dată la vârsta de 43 de ani; pe 15 septembrie 1794, James Madison s-a căsătorit cu Dolly Payne Todd, o văduvă de 26 de ani, la Harewood, în Comitatul Jefferson, Virginia de Vest. Madison s-a întâlnit cu Dolley Payne în timp ce slujea în Congres. În mai 1794, Madison i-a cerut prietenului comun al său și al lui Dolley, Aaron Burr, să organizeze o întâlnire. În august, ea acceptase propunerea lui de căsătorie. Pentru că s-a căsătorit cu Madison, un non-Quaker, a fost exclusă din Societatea Prietenilor. Tot în 1794 Madison a fost ales membru al Academiei Americane de Arte și Științe. Madison nu avea copii, dar a adoptat un fiu supraviețuitor al lui Todd, John Payne Todd (cunoscut sub numele de Payne), după căsătorie.

## Începutul carierei politice
La începutul anilor 1770, relația dintre coloniile britanice din America de Nord și Marea Britanie au  fost afectate de problema fiscalității britanice, culminând cu Războiul de Independență al Statelor Unite ale Americii, care a  izbucnit în 1775.  Madison credea că parlamentul britanic și-a depășit limitele prin impunerea impozitelor coloniilor americane. El simpatiza pe cei care s-au opus guvernării britanice. El a favorizat înființarea Bisericii Anglicane din Virginia. 
În 1774, Madison a fost membru al  Comitetului local de securitate, un grup pro-revoluționar, care supraveghea miliția locală.  În octombrie 1775, a fost numit colonel al miliției din Comitatul Orange,  fiind comandant al tatălui său. A participat  în calitate de delegat la cea de a Cincea Convenție din Virginia, unde a primit ca sarcină elaborarea Primei Constituții a Virginei. El a convins delegații să modifice Declarația de Drept a Virginiei pentru a oferi „drepturi egale”, mai degrabă decât „toleranță”, în exercitarea religiei .  După intrarea în vigoare a Constituției Virginiei, Madison a devenit parte a Casei de Delegați din Virginia și a fost ales în Consiliul de Stat al guvernatorului Virginiei. În noua sa poziție a devenit un aliat aproape al guvernatorului Thomas Jefferson.